# Circonscription d'Afieson
La circonscription d'Afieson est l'une des 135 circonscriptions législatives de l'État fédéré Amhara en Éthiopie. Elle se situe dans la Zone Nord Shoa. Sa représentante actuelle est Ayelech Eshete Wolde Semiat.